# Polytrichum torquatum
Polytrichum torquatum là một loài Rêu trong họ Polytrichaceae. Loài này được (Mitt. ex Osada & G.L. Sm.) N. Bell & Hyvönen miêu tả khoa học đầu tiên.